# Ерленбах
Ерленбах (њем. Oerlenbach) општина је у њемачкој савезној држави Баварска. Једно је од 26 општинских средишта округа Бад Кисинген. Према процјени из 2010. у општини је живјело 5.106 становника. Посједује регионалну шифру (AGS) 9672140.

## Географски и демографски подаци
Ерленбах се налази у савезној држави Баварска у округу Бад Кисинген. Општина се налази на надморској висини од 304 метра. Површина општине износи 33,4 km².

## Становништво
У самом мјесту је, према процјени из 2010. године, живјело 5.106 становника. Просјечна густина становништва износи 153 становника/km².